# Emanuel Sundelius Edelhjerta
Emanuel Sundelius Edelhjerta, född 21 mars 1794 i Visnums socken i Värmland, dödsår okänt, var en svensk äventyrare och konstnär.
Han var son till hovpredikanten Salomon Martin Sundelius och Petronella Anna Margaretha Humbe. Efter att ha avlagt studentexamen i Uppsala 1812 kom han till Vendes artilleriregemente där han utnämndes till sergeant 1815. Åren 1817–1820 var han anställd som informator hos Carl Ehrenborg på Hammar och Hofdala i Skåne.
Hösten 1820 begav han sig till Amerika på inbjudan av sin förmögna morbror Asmund L. Edelhjerta (vars existens inte har blivit bevisad), som adopterade Emanuel Sundelius. Morbrodern uppges ha avlidit i samband med Edelhjertas ankomst till Amerika så han kunde inte göra anspråk på något arv efter morbrodern. Efter ett års vistelse i Boston där han bland annat arbetade som assistent till professorn i kemi vid Harvarduniversitetet och i universitetsbiblioteket som bokhållare. Under året drabbades han av många ouppklarade mystiska händelser, bland utsattes han för ett attentat mot sitt liv av okända personer.
Han återvände till Sverige hösten 1821 och återfick tjänsten som informator hos Carl Ehrenborg. Han for till Brasilien 1823 och tog sig senare till Argentina där han anställdes som förvaltare på en estancia och tjänade ihop en förmögenhet. Genom brev vet man att han bevisligen befann sig i Santiago 1827, varifrån han reste till Lima i Peru. Därefter försvinner han spårlöst.
När han återkom 1821 skrev han ner sin upplevelser fån Amerika samt till dessa bifogat ett tiotal välgjorda akvareller med arkitekturmotiv från Boston och Cambridge i Massachusetts. Det nedskrivna materialet Fragmenter af Anteckningar i åtskillige ämnen giorde under vistandet i Amerika år 1821 samt akvarellerna förvaras på Uppsala universitetsbibliotek.     
Några av akvarellerna som visade Harvarduniversitetet dåvarande byggnader publicerades 1948 i Hamilton Vaughan Bails bok Views of Harvard - An iconographic Studio